# Ixylasia
Ixylasia is een geslacht van vlinders van de familie spinneruilen (Erebidae), uit de onderfamilie Arctiinae.

## Soorten
- I. pyroproctis Druce, 1905
- I. schausi Druce, 1896
- I. semivitreata Hampson, 1905
- I. trogon Draudt, 1917
- I. trogonoides Walker, 1864